# Izabela Polakowska-Rybska
Izabela Polakowska-Rybska (ur. 1986) – polska dyrygentka, wykładowczyni Akademii Muzycznej im. Karola Lipińskiego we Wrocławiu. Dyrygent i kierownik artystyczny Wrocławskiego Chóru Żeńskiego oraz Męskiego Zespołu Wokalnego I Signori. Kurator regionu dolnośląskiego Akademii Chóralnej – Śpiewającej Polski.

## Życiorys

### Wykształcenie
Ukończyła Ogólnokształcącą Szkołę Muzyczną I i II st. im. Karola Szymanowskiego we Wrocławiu w klasie skrzypiec. Jest absolwentką Akademii Muzycznej im. Karola Lipińskiego we Wrocławiu: Wydziału Edukacji Muzycznej w klasie dyrygowania Agnieszki Franków-Żelazny oraz Wydziału Kompozycji, Dyrygentury, Teorii Muzyki i Muzykoterapii w klasie dyrygentury Alana Urbanka.

#### Działalność artystyczna
W latach 2007–2012 pełniła funkcję asystenta dyrygenta w Chórze Medici Cantantes Uniwersytetu Medycznego. W latach 2010–2014 była nauczycielem muzyki w Zespole Szkół nr 14 we Wrocławiu, gdzie założyła i prowadziła chór. W latach 2012–2013 współpracowała z Operą Wrocławską, pełniąc funkcję Dyrygenta i Opiekuna Artystycznego Chóru Dziecięcego Opery Wrocławskiej. Od 2013 była dyrygentem-asystentem w Polskim Narodowym Chórze Młodzieżowym. W latach 2013–2015 była związana z Chórem Polskiego Radia, gdzie początkowo pełniła funkcję chórmistrza, a następnie pełniła obowiązki Dyrektora Artystycznego.
W latach 2016–2018 pełniła funkcję Dyrygenta i Kierownika Artystycznego Chóru Filharmonii Opolskiej. W latach 2016–2017 była związana z Narodowym Forum Muzyki jako zastępca Kierownika Artystycznego Chóru Chłopięcego Narodowego Forum Muzyki oraz asystent dyrygenta w Chórze Narodowego Forum Muzyki. W styczniu 2018 roku objęła funkcję kuratora regionalnego Akademii Chóralnej – Śpiewającej Polski, a w marcu tego samego roku założyła i prowadzi Męski Zespół Wokalny I Signori. Od 2018 roku jest wykładowcą przedmiotu „Śpiew Zespołowy” na Wydziale Wokalnym Akademii Muzycznej im. Karola Lipińskiego we Wrocławiu. Jest dyrygentem Wrocławskiego Chóru Żeńskiego. W 2021 roku wzięła udział w koncercie „Muzycy-Medykom” zorganizowanym m.in. przez Stowarzyszenie Inicjatyw Artystycznych Mosty Kultury.
Wraz z prowadzonymi przez siebie chórami gościła m.in. na: Gali Finałowej Koryfeusz Muzyki Polskiej, Festiwalu Warszawska Jesień, Sacrum Profanum, Festiwalu Witolda Lutosławskiego Łańcuch, Wielkanocnym Festiwalu Ludwiga van Beethovena w Warszawie, Edinburgh International Festival, V Ogólnopolskim Festiwalu Pieśni Religijnej „Pater Noster” – Strzepcz 2019, XV Międzynarodowym Festiwalu Chórów „Gaude Cantem” im. Kazimierza Fobera, 51. Ogólnopolskim Turnieju Chórów Legnica Cantat.

## Nagrody i osiągnięcia
- I miejsce na Międzynarodowym Konkursie Zespołów Wokalnych Stonavská Barbórka[3].
- Wyróżnienie oraz Nagrodę Dla Najlepszego Polskiego Uczestnika Turnieju podczas V Międzynarodowego Turnieju Dyrygentury Chóralnej W STRONĘ POLIFONII[3][18].
- III Nagrodę, Nagrodę Specjalną za Wyróżniającą się Interpretację Muzyki Współczesnej ufundowaną i przyznaną przez Katedrę Chóralistyki i Prowadzenia Zespołów Akademii Muzycznej im. Karola Lipińskiego we Wrocławiu, Nagrodę Specjalną ufundowaną i przyznaną przez Katedrę Dyrygentury Chóralnej oraz Członków Chóru Akademii Muzycznej im. Karola Szymanowskiego w Katowicach podczas VII Międzynarodowego Turnieju Dyrygentury Chóralnej W STRONĘ POLIFONII[3].
- Wyróżnienie za rozwijanie pasji chóralnego muzykowania podczas V Ogólnopolskiego Festiwalu Pieśni Religijnej „Pater Noster” – Strzepcz 2019[15].

## Nagrania
Przygotowała zespoły do nagrań płytowych:
1. Chór Polskiego Radia:
  - Krzysztof Penderecki. Utwory Chóralne[3][19].
  - Próg nadziei – W hołdzie Janowi Pawłowi II[3][20].
  - Litanie Ostrobramskie – Stanisława Moniuszki[3][21] (nominacja do Fryderyka 2016).
2. Chór Chłopięcy Narodowego Forum Muzyki:
  - Witold Lutosławski. Opera omnia 07 – piosenki dla dzieci[22].
3. Męski Zespół Wokalny I Signori:
  - Let there be sound[23].